# 大音青山
大音 青山（おおおと せいざん、文化14年（1817年）- 明治19年（1886年）4月19日）は、江戸時代末期（幕末期）の武士、福岡藩家老。通称は伊織、因幡。諱は厚剛、重勝。

## 生涯
文化14年（1817年）に生まれる。
文久元年（1861年）に家老の列に加えられる。その後、藩政改革を主導するも保守派により家老職を退く。
元治元年（1864年）、再び家老職に就く。翌慶応元年（1865年）の乙丑の獄では死罪を免れるも、再び家老職を退けられる。
明治4年（1871年）、福岡県大参事となり、県政に努める。明治19年（1886年）4月19日に70歳で死去する。
大正5年（1916年）、正五位を追贈された。

## 人物
武芸・和歌・書道に優れる文武両道だったとさせる。